# Montrose (Illinois)
Montrose – wieś w Stanach Zjednoczonych, w stanie Illinois, w hrabstwie Cumberland.